# Ivan Bartl (slikar)
Ivan Bartl, slovenski slikar, * 8. marec 1765, Trbiž, † 21. november 1830, Beljak.
Ivan Bart, sin podobarja Matije Bartla, je prvi slikarski pouk dobil v očetovi delavnici. Slikarstva se je v letih 1781−1783 učil v Gradcu in nato do 1785 na Dunaju, ko se je vrnil v Trbiž ter do 1798 delal v očetovi delavnici. V letih 1790−1795 je prepotoval Koroško, Kranjsko, Primorsko, Solnograško in Tirolsko. Leta 1798 se je preselil v Beljak, odprl svojo slikarsko delavnico in tu ostal do smrti. Največ je slikal oltarne slike, pokrajine, zlasti motive s koroškega podeželja in po naročilu tudi portrete. Ukvarjal se je tudi z večbarvnimi poslikavami in  pozlatitvami oltarjev vaških cerkva.